# Loi de Stokes-Kirchhoff
Pour les articles homonymes, voir Stokes et Kirchhoff.
La loi de Stokes-Kirschhoff donne le coefficient d'absorption de l'amplitude de la surpression liée à la propagation d'une onde sonore élémentaire dans un milieu fluide. Cette absorption est la conséquence des phénomènes de viscosité et de conduction thermique liés à la modification du milieu induit par le passage de l'onde.

## Définitions
Le phénomène de propagation d'une onde sonore peut être caractérisé par le profil de la surpression, appelée pression acoustique dans le cas d'une petite perturbation du milieu et notée  {\displaystyle p_{a}(t)} , que celle-ci génère au cours de son passage en un point donné. Ce profil peut être complexe, en particulier comporter des valeurs négatives. On s'intéresse à une onde simple sinusoïdale caractérisée par sa seule amplitude  {\displaystyle p_{a_{max}}}  sachant que toute onde peut être représentée par une somme de telles ondes élémentaires en utilisant une décomposition en série de Fourier.
L'absorption est le phénomène par lequel cette amplitude de l'onde va être réduite au cours de sa propagation supposée linéaire. La loi la plus simple décrivant ce phénomène est une loi exponentielle analogue à la loi de Beer-Lambert pour l'absorption des rayons lumineux :
{\displaystyle p_{a_{max}}(x)=p_{a_{max}}(x=0)e^{-\alpha x}}
{\displaystyle \alpha }  est le coefficient d'absorption compté en m−1.

## Loi de Stokes-Kirschoff
La loi d'atténuation a d'abord été établie par George Gabriel Stokes en 1845 pour l'effet de la viscosité dynamique. Elle a été complétée par Gustav Kirchhoff en 1868 pour la conduction thermique et ultérieurement pour la viscosité volumique.
Cette loi s'exprime de la façon suivante, :
{\displaystyle \alpha ={\frac {\mu _{T}\omega ^{2}}{2\rho _{0}c_{0}^{3}}}={\frac {2\pi ^{2}\mu _{T}\nu ^{2}}{\gamma \,p_{0}\,c_{0}}}}
où (l'indice 0 désigne les valeurs non perturbées par l'onde)
- {\displaystyle \rho _{0}}  est la masse volumique du milieu,
- {\displaystyle p_{0}}  sa pression,
- {\displaystyle c_{0}}  la vitesse du son, {\displaystyle c_{0}=\left(\gamma p_{0}\rho _{0}^{-1}\right)^{\frac {1}{2}}}  pour un gaz parfait comme l'air,
- {\displaystyle \gamma }  est l'indice adiabatique,
- {\displaystyle \omega =2\pi \nu }  est la pulsation de l'onde et,
- {\displaystyle \nu }  sa fréquence.

Le coefficient d'absorption thermo-visqueuse  {\displaystyle \mu _{T}}  s'écrit :
{\displaystyle \mu _{T}={\frac {4}{3}}\mu _{0}+\eta _{0}+(\gamma -1){\frac {\lambda _{0}}{C_{p_{0}}}}}
- {\displaystyle \mu _{0}}  est la viscosité dynamique,
- {\displaystyle \eta _{0}}  la viscosité volumique,
- {\displaystyle \lambda _{0}}  la conductivité thermique,
- {\displaystyle C_{p_{0}}}  la capacité thermique isobare.

Dans l'air ce coefficient d'absorption est valide pour des fréquences supérieures à  {\displaystyle 10^{4}-10^{5}~Hz}. En deçà les phénomènes liés à la vibration moléculaire deviennent prépondérants.